# J Hus
J Hus (* 26. Mai 1996 in Newham/London; eigentlicher Name Momodou Jallow) ist ein britischer Rapper aus dem Londoner Stadtteil Stratford.

## Karriere
Beeinflusst vor allem von US-amerikanischer Rapmusik begann J Hus bereits in der Grundschule mit dem Rappen. Es waren schließlich zwei Freunde, die ihn dazu brachten, ernsthafte Aufnahmen zu machen und sie im Internet zu veröffentlichen. Die beiden Produzenten Blairy Hendrix und Joshua Beatz steuerten die Musik, eine Mischung aus Trap und Afrobeat, bei. Anfang 2015 machte J Hus erstmals auf sich aufmerksam, als Dem Boy Paigon als reine Audioveröffentlichung schnell über eine Million Aufrufe bei YouTube erreichte. Es folgte seine erste Single mit dem Rapper MoStack und sein eigener Song Lean & Bop von seinem ersten Mixtape The 15th Day, der zu einem Radiohit wurde. Dem Boy Paigon und Lean & Bop kamen 2015 bei YouTube und SoundCloud jeweils auf über 6 Millionen Aufrufe. Dies nahm die BBC zum Anlass, ihn in Prognose Sound of 2016 aufzunehmen, die den Nominierten den Durchbruch im folgenden Jahr vorhersagt.
Im neuen Jahr folgten zwar erfolgreiche Veröffentlichungen wie Friendly, das eine Nominierung für einen MOBO Award erhielt, oder Solo One, das in den Soundtrack des britischen Filmdramas Brotherhood aufgenommen wurde, aber erst Anfang 2017 schaffte er erstmals den Sprung in die Charts. Seine gemeinsame Single mit dem Rapper Dave mit dem Titel Samantha kam auf Platz 63, eine Zusammenarbeit mit Stormzy beim Song Bad Boys erreichte wenig später Platz 22. Und eine Woche später schaffte er es mit seiner alleinigen Single Did You See ebenfalls in die Charts.

## Diskografie

### Alben
| Jahr | Titel                     | Höchstplatzierung, Gesamtwochen, AuszeichnungChartplatzierungen (Jahr, Titel, Platzierungen, Wochen, Auszeichnungen, Anmerkungen) | Höchstplatzierung, Gesamtwochen, AuszeichnungChartplatzierungen (Jahr, Titel, Platzierungen, Wochen, Auszeichnungen, Anmerkungen) | Anmerkungen                           |
| Jahr | Titel                     | CH | UK | Anmerkungen                           |
| ---- | ------------------------- | --- | --- | ------------------------------------- |
| 2017 | Common Sense              | — | UK6 Platin · (102 Wo.)UK | Erstveröffentlichung: 12. Mai 2017    |
| 2020 | Big Conspiracy            | — | UK1 Gold · (28 Wo.)UK | Erstveröffentlichung: 24. Januar 2020 |
| 2023 | Beautiful and Brutal Yard | CH41 (1 Wo.)CH | UK1 Silber · (11 Wo.)UK | Erstveröffentlichung: 14. Juli 2023   |

### Mixtapes
- 2015: The 15th Day

### EPs
- 2016: Playing Sports
- 2018: Big Spang

### Singles
| Jahr | Titel Album                            | Höchstplatzierung, Gesamtwochen, AuszeichnungChartplatzierungen (Jahr, Titel, Album, Platzierungen, Wochen, Auszeichnungen, Anmerkungen) | Höchstplatzierung, Gesamtwochen, AuszeichnungChartplatzierungen (Jahr, Titel, Album, Platzierungen, Wochen, Auszeichnungen, Anmerkungen) | Höchstplatzierung, Gesamtwochen, AuszeichnungChartplatzierungen (Jahr, Titel, Album, Platzierungen, Wochen, Auszeichnungen, Anmerkungen) | Anmerkungen                                          |
| Jahr | Titel Album                            | DE | CH | UK | Anmerkungen                                          |
| --- | -------------------------------------- | --- | --- | --- | ---------------------------------------------------- |
| 2017 | Samantha –                             | — | — | UK63 Platin · (10 Wo.)UK | Erstveröffentlichung: 27. Januar 2017 mit Dave       |
| 2017 | Did You See Common Sense               | — | — | UK9 ×3Dreifachplatin · (33 Wo.)UK | Erstveröffentlichung: 2. März 2017                   |
| 2017 | Common Sense                           | — | — | UK55 Silber · (2 Wo.)UK | Erstveröffentlichung: 5. Mai 2017                    |
| 2017 | Bouff Daddy Common Sense               | — | — | UK26 Platin · (19 Wo.)UK | Erstveröffentlichung: 15. Dezember 2017 (Remix)      |
| 2018 | Dark Vader Big Spang                   | — | — | UK41 Silber · (9 Wo.)UK | Erstveröffentlichung: 30. Mai 2018                   |
| 2019 | Daily Duppy –                          | — | — | UK42 Silber · (5 Wo.)UK | Erstveröffentlichung: 14. April 2019 feat. GRM Daily |
| 2019 | Must Be Big Conspiracy                 | — | — | UK5 Gold · (13 Wo.)UK | Erstveröffentlichung: 8. November 2019               |
| 2019 | No Denying Big Conspiracy              | — | — | UK33 Silber · (4 Wo.)UK | Erstveröffentlichung: 27. Dezember 2019              |
| 2023 | It’s Crazy Beautiful and Brutal Yard   | — | — | UK15 (4 Wo.)UK | Erstveröffentlichung: 25. Mai 2023                   |
| 2023 | Who Told You Beautiful and Brutal Yard | DE— aDE | CH17 Gold · (4 Wo.)CH | UK2 Platin · (15 Wo.)UK | Erstveröffentlichung: 8. Juni 2023 feat. Drake       |
| 2025 | Gold –                                 | — | — | UK64 (1 Wo.)UK | Erstveröffentlichung: 26. Juni 2025 feat. Asake      |
| Folgende Lieder erschienen nicht als Single, wurden aber durch das Album zum Download und Streaming bereitgestellt und konnten somit eine Platzierung erlangen: |                                        | | | |                                                      |
| |                                        | | | |                                                      |
| 2017 | Spirit Common Sense                    | — | — | UK36 Platin · (13 Wo.)UK |                                                      |
| 2017 | Fisherman Common Sense                 | — | — | UK47 Platin · (11 Wo.)UK | feat. MoStack & Mist                                 |
| 2017 | Plottin Common Sense                   | — | — | UK83 (1 Wo.)UK |                                                      |
| 2017 | Good Time Common Sense                 | — | — | UK88 (1 Wo.)UK | feat. Burna Boy                                      |
| 2017 | Like Your Style Common Sense           | — | — | UK93 Silber · (1 Wo.)UK |                                                      |
| 2017 | Sweet Cheeks Common Sense              | — | — | UK96 (1 Wo.)UK |                                                      |
| 2018 | Scene Big Spang                        | — | — | UK85 (1 Wo.)UK |                                                      |
| 2018 | Dancing Man Big Spang                  | — | — | UK88 (1 Wo.)UK |                                                      |
| 2019 | Stinking Rich Stacko                   | — | — | UK19 (3 Wo.)UK | mit MoStack feat. Dave                               |
| 2020 | Play Play Big Conspiracy               | — | — | UK11 Platin · (9 Wo.)UK | feat. Burna Boy                                      |
| 2020 | Big Conspiracy                         | — | — | UK19 Silber · (2 Wo.)UK | feat. Icèe TGM                                       |
| 2020 | Repeat Big Conspiracy                  | — | — | UK21 Silber · (8 Wo.)UK | feat. Koffee                                         |
| 2023 | Militerian Beautiful and Brutal Yard   | — | — | UK23 (3 Wo.)UK | feat. Naira Marley                                   |
| 2023 | Masculine Beautiful and Brutal Yard    | — | — | UK24 (1 Wo.)UK | feat. Burna Boy                                      |
| 2023 | Massacre Beautiful and Brutal Yard     | — | — | UK53 (2 Wo.)UK |                                                      |

Weitere Lieder
- 2015: Dem Boy Paigon (UK: Gold)
- 2015: Lean & Bop (UK: Gold)
- 2015: Doin It
- 2016: Friendly (UK: Silber)
- 2016: Clean It Up
- 2016: Playing Sports
- 2020: Helicopter (feat. Icee Tgm, UK: Silber)

### Gastbeiträge
| Jahr | Titel Album                          | Höchstplatzierung, Gesamtwochen, AuszeichnungChartsChartplatzierungen (Jahr, Titel, Album, Platzierungen, Wochen, Auszeichnungen, Anmerkungen) | Anmerkungen                                             |
| Jahr | Titel Album                          | UK | Anmerkungen                                             |
| --- | ------------------------------------ | --- | ------------------------------------------------------- |
| Folgende Lieder erschienen nicht als Single, wurden aber durch das Album zum Download und Streaming bereitgestellt und konnten somit eine Platzierung erlangen: |                                      | |                                                         |
| |                                      | |                                                         |
| 2017 | Bad Boys Gang Signs & Prayer         | UK22 Silber · (3 Wo.)UK | Stormzy feat. Ghetts & J Hus                            |
| 2019 | Disaster Psychodrama                 | UK8 Platin · (10 Wo.)UK | Dave feat. J Hus                                        |
| 2019 | What Do You Mean? Ignorance Is Bliss | UK14 Silber · (8 Wo.)UK | Skepta feat. J Hus                                      |
| 2022 | Cloak & Dagger Love, Damini          | UK47 (3 Wo.)UK | Charteinstieg: 21. Juli 2022 Burna Boy feat. J Hus      |
| 2023 | Feelings Falling or Flying           | UK50 (1 Wo.)UK | Charteinstieg: 12. Oktober 2023 Jorja Smith feat. J Hus |

Weitere Gastbeiträge
- 2015: So Paranoid (MoStack feat. J Hus)
- 2017: High Roller (Nines feat. J Hus)
- 2017: Everyday (Baseman feat. J Hus)
- 2017: Sekkle Down (Burna Boy feat. J Hus)
- 2019: Feels (Ed Sheeran feat. Young Thug & J Hus, UK: Silber)

## Auszeichnungen für Musikverkäufe
| Goldene Schallplatte - Dänemark - 2025: für die Single Did You See |

Anmerkung: Auszeichnungen in Ländern aus den Charttabellen bzw. Chartboxen sind in ebendiesen zu finden.
| Land/RegionAuszeichnungen für Musikverkäufe (Land/Region, Auszeichnungen, Verkäufe, Quellen) | Silber       | Gold     | Platin       | Verkäufe   | Quellen      |
| -------------------------------------------------------------------------------------------- | ------------ | -------- | ------------ | ---------- | ------------ |
| Dänemark (IFPI)                                                                              | —            | Gold1    | —            | 45.000     | ifpi.dk      |
| Schweiz (IFPI)                                                                               | —            | Gold1    | —            | 10.000     | hitparade.ch |
| Vereinigtes Königreich (BPI)                                                                 | 13× Silber13 | 4× Gold4 | 11× Platin11 | 10.060.000 | bpi.co.uk    |
| Insgesamt                                                                                    | 13× Silber13 | 6× Gold6 | 11× Platin11 |            |              |